# Радін Леонід Петрович
Леонід Петрович Радін (9 (21) серпня 1860, Раненбург — 16 (29) березня 1900, Ялта) — російський революціонер, поет, хімік, винахідник.

## Біографія
Народився 9 (21 серпня) 1860 року в місті Раненбурзі (нині місто Чаплигін Липецької області Росії). У 1879–1880 роках навчався в Московському, а у 1884–1888 роках у Петербурзькому університетах. Учень Д. І. Менделєєва.
Вів пропаганду в соціал-демократичних гуртках, писав прокламації. У 1895 році була видана і поширена серед робітників популярна книга Радіна (псевдонім Яків Пасинків) «Просте слово про мудровану науку. Початки хімії». В 1894–1895 роках реконструював едісонівський мімеограф (апарат для отримання відбитків тексту), яким забезпечили соціал-демократичні підпільні друкарні. У 1896 році був одним з керівників Московського «Робітничого союзу».
Неодноразово піддавався репресіям. У 1898 році був засланий в місто Яранськ В'ятської губернії (нині Кіровська область). Після закінчення терміну заслання хворим на туберкульоз 13 (26 березня) 1900 року приїхав в Ялту на лікування і 16 (29 березня) 1900 року помер в одному з ялтинських готелів. Був похований на Аутському кладовищі Ялти. На його могилі було зроблено напис: «Дорогому товаришеві від Яранськ друзів».

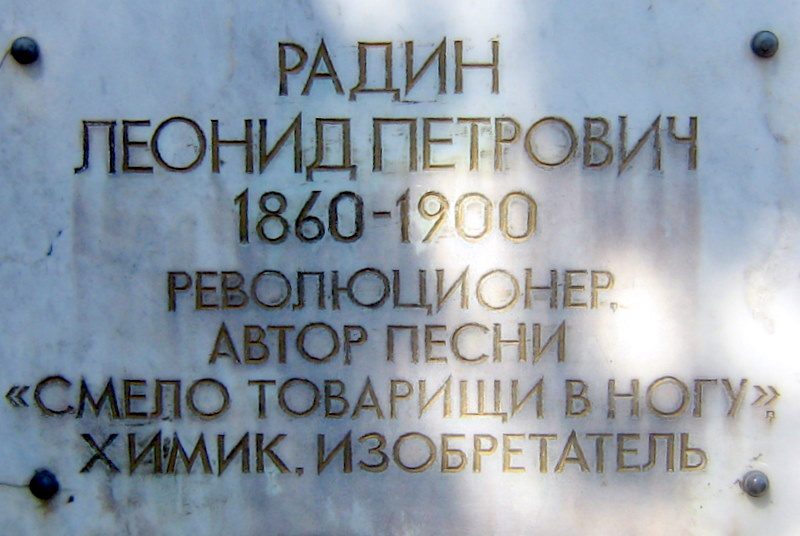
Дошка на Полікурівському меморіалі

На Полікурівському меморіалі в Ялті в 1982 році йому встановлена пам'ятна дошка.

## Творчість
Автор музики і віршів знаменитого робітничого маршу «Сміливо, товариші, в ногу» (написаний у 1896; опублікований в журналі «Червоний прапор», 1900, № 3) та популярних серед робітників пісень «Знову я чую рідну лучину» і «Сміливіше, друзі, йдемо вперед».